# You & I (w-inds.の曲)
「You & I」（ユー・アンド・アイ）は、日本の歌手グループ・w-inds.の30枚目のシングル。2011年8月17日に FLIGHT MASTERより発売。

## 概要
- 前作「Be As One/Let's get it on」より約7ヵ月ぶり、ベストアルバム「w-inds. 10th Anniversary Best Album」を挟んでのリリース。CD+DVDの期間限定盤と、CDのみの通常盤A/Bの3形態で発売。2010年に発売された「Addicted to love」同様、すべての盤において収録楽曲が異なり、形態別で最低2枚購入しない限りパッケージの全楽曲が入手できないシステムとなっている（PV収録のDVD入手を含めると全形態3枚の購入が必要）。
- ジャケット写真およびPVは沖縄にて撮影された。
- 表題曲「You & I」はミディアムバラード楽曲。神奈川を拠点に活動するバイリンガルラッパーおよびクリエーターグループJACK RABBITZのメンバーKNUX a.k.a Mr. Austinの楽曲のカバーであり、原曲はJACK RABBITZのアルバム『JACK RABBITZ』に収録されている。
- カップリング曲「Chillin' in the Daydream」は表題曲と同じくJACK RABBITZの楽曲のカバーである。
- 通常盤A収録のカップリング曲「Humanizer」は、2011年3月11日に発生した東日本大震災を受けて書かれた作品で、作詞者であるshungo.の被災地における約2ヵ月間に及ぶボランティア活動を元にした心情が綴られている。[1]

## 収録曲

### 初回限定盤
1. You & I
作詞・作曲：JACK RABBITZ、編曲：ZETTON
  - TBS系「有田とマツコと男と女」8・9月度エンディングテーマ
2. Chillin' in the Daydream
作詞・作曲：JACK RABBITZ、編曲：ZETTON

### 通常盤A
1. You & I
2. Chillin' in the Daydream
3. Humanizer
作詞：shungo.、作曲：ZETTON/DARREN MARTYN、編曲：ZETTON

### 通常盤B
1. You & I
2. Chillin' in the Daydream
3. I vs. I
作詞：shungo.、作曲：Damon Sharpe/Drew Ryan Scott